# Eddy Demarez
Eddy Demarez (Leuven, 2 december 1967) is een Vlaams sportverslaggever en presentator. Hij werd vernoemd naar Eddy Merckx. Demarez is licentiaat in de communicatiewetenschappen (K.U.Leuven) en postgraduaat in de bedrijfseconomie (VLEKHO Brussel).
Demarez werkt sinds 1993 bij de openbare omroep. Hij is gespecialiseerd in voetbal en hockey. Sinds 1995 is hij ook sportanker in Het Journaal. Hij presenteerde ook al Sport op zaterdag, Sportmiddag, Sportweekend, het sporthoofdstuk in De zevende dag en Het Sportpaleis op zondagmiddag. Zijn commentaar is niet gespeend van enige ironie.
Als voetbalcommentator was hij aanwezig op de wereldbekers van 1998, 2002, 2010, 2014 en 2018 alsook op de EK's van 2000, 2004, 2012, 2016 en 2020. In 2008, 2012, 2016, 2021 en 2024 was hij commentator en reporter op de Olympische Spelen. 
Naast zijn werk als sportjournalist, is hij een presentator en moderator op evenementen.